# Spring Lake (Indiana)
Spring Lake es un pueblo ubicado en el condado de Hancock en el estado estadounidense de Indiana. En el Censo de 2010 tenía una población de 218 habitantes y una densidad poblacional de 513,23 personas por km².

## Geografía
Spring Lake se encuentra ubicado en las coordenadas 39°46′37″N 85°51′16″O / 39.77694, -85.85444. Según la Oficina del Censo de los Estados Unidos, Spring Lake tiene una superficie total de 0.42 km², de la cual 0.4 km² corresponden a tierra firme y (6.71%) 0.03 km² es agua.

## Demografía
Según el censo de 2010, había 218 personas residiendo en Spring Lake. La densidad de población era de 513,23 hab./km². De los 218 habitantes, Spring Lake estaba compuesto por el 95.87% blancos, el 0.46% eran afroamericanos, el 0.46% eran amerindios, el 0% eran asiáticos, el 0% eran isleños del Pacífico, el 0.46% eran de otras razas y el 2.75% pertenecían a dos o más razas. Del total de la población el 0.92% eran hispanos o latinos de cualquier raza.